# Rambuk (maskine)
 For alternative betydninger, se Rambuk. (Se også artikler, som begynder med Rambuk)
En rambuk eller rammemaskine er en maskine, som i den indledende del af et byggeri bruges til at bringe pæle, oftest af stål eller armeret beton, ned i jorden, så at de kan bære lasten fra byggeriet, typisk på steder hvor jorden tæt under overfladen er uegnet hertil pga ringe bæreevne. På steder hvor der ønskes opbygget et spring i terrænoverfladen, fx havnekajer eller viadukter, bruges rambukke ved anlæg af spunsvægge, som er sammensat af et antal spunsjern, som enkeltvis bringes ned.
Rambukken består af en lang stålskinne, mægleren, hvori er ophængt en op til flere tons tung metalklods, ramslaget. Når dette løftes op og dernæst udløses, falder det som en hammer ned på toppen af pælen eller spunsjernet, som herved drives ned i jorden. I stedet for denne såkaldte fritfaldshammer kan også bruges en dieselhammer eller eksplosionhammer, som drives ved, at dieselolie blandet med luft i en lang cylinder sammentrykkes af den faldende hammer, som virker som stempel, hvorved dieselblandingen eksploderer, banker pælen ned og løfter hammeren op igen, hvorefter processen gentages. Ved meget store pæle, fx de som bærer havvindmøller, bruges en dobbeltvirkende hydraulisk hammer, en såkaldt hydroblokhammer.
Traditionelt er pæle eller spunsjern blevet rammet ned, men i dag bruger man også, især af støjhensyn i byområder, at presse eller vibrere dem ned.